# Monument national (Taïwan)
Pour les articles homonymes, voir Monument national.
Un monument national désigne à Taïwan le plus haut niveau hiérarchique des sites historiques, selon la classification établie par le Bureau du patrimoine culturel, agence du Ministère de la Culture.

## Statut
Le statut de monument national est bordé par la « loi sur la préservation du patrimoine culturel » de 1982.
Les sites historiques taïwanais sont ainsi hiérarchisés sur trois niveaux, d'après leur importance historique et culturelle : monuments nationaux, monuments municipaux et monuments des comtés et villes,.

## Bilan
Le 16 mars 2020, 106 sites historiques sont classifiés en tant que monuments nationaux,.
Ils sont catégorisés suivant leur nature, entre autres : sanctuaire ancestral (祠堂), temple (寺廟), église (教堂), résidence civile (宅第), résidence officielle (官邸), citadelle (城郭), forteresse (關塞), bâtiment gouvernemental (衙署), gare ferroviaire (車站), établissement scolaire (書院), musée (博物館), stèle (碑碣), païfang (牌坊), tombeau (墓葬), phare (燈塔), pont (橋樑), bâtiment industriel (產業), autre (其他).